# Oblast de Ternopil
Ternopil ou Tarnopol (ucraniano: Тернопіль) é uma região (óblast) da Ucrânia, sua capital é a cidade de Ternopil. Foi criado em 4 de dezembro de 1939 e esteve ocupado pela Alemanha entre 1941 e 1944.

## História
Afiliação administrativa histórica da área:
- 1199–1253: Principado da Galícia-Volínia
- 1253–1434: Reino da Galícia-Volínia
- 1434–1569: Reino da Polônia: voivodia da Rutênia, voivodia da Podólia / Grão-Ducado da Lituânia: Ziemia wołyńska
- 1566–1569: Reino da Polônia: voivodia da Rutênia, voivodia da Podolskie / Grão-Ducado da Lituânia: voivodia de Volyn
- 1569–1672: República das Duas Nações, Coroa do Reino da Polônia, Pequena Polônia Província da Coroa Polonesa (Małopolska): voivodia da Rutênia, voivodia de Volyn, voivodia de Podolskie
- 1672–1699: Polônia-Lituânia, Coroa do Reino da Polônia, província de Małopolska: voivodia da Rutênia, voivodia de Volyn / Império Otomano: Podolia Eyalet
- 1699-1772: Polônia-Lituânia, Coroa do Reino da Polônia, província de Małopolska: voivodia da Rutênia, voivodia de Volyn, voivodia da Podolskie
- 1772-1795: Monarquia dos Habsburgos: Reino da Galícia e Lodoméria (partição austríaca) / Polônia-Lituânia, Coroa do Reino da Polônia, Província da Pequena Polônia: Voivodia da Volínia
- 1795-1804: Monarquia dos Habsburgos: Galícia e Lodoméria, Galícia Oriental (partição austríaca) / Império Russo: província da Volínia (partição russa))
- 1804–1809: Império Austríaco: Galícia e Lodomeria, Galícia Oriental (partição austríaca) / Império Russo: província de Volyn (partição russa))
- 1809–1815: Império Austríaco: Galícia e Lodomeria (Partição Austríaca) / Império Russo: Província de Volyn (Partição Russa), Krai de Tarnopolsky [de; pl; ru; Reino Unido] (anteriormente da Partição Austríaca)
- 1815–1867: Império Austríaco: Galícia e Lodomeria (partição austríaca) / Império Russo: província de Volyn (partição russa))
- 1867–Novembro de 1918: Áustria-Hungria: Galícia e Lodomeria (partição austríaca) / Império Russo: província da Volínia (partição russa))
- Novembro de 1918 a julho de 1919 - República Popular da Ucrânia Ocidental (de facto)
- 1919 (de facto; 1923 de jure)–1945: Rzeczpospolita Polska: voivodia de Tarnopol, voivodia de Volyn
- 1944 (de facto; 1945 de jure)–1991: URSS, República Socialista Soviética da Ucrânia: região de Ternopil
- desde 1991: Ucrânia: região de Ternopil

A partir do século XII, a área pertenceu à Galícia-Volínia até que a Galícia-Volínia foi incorporada ao Reino da Polônia e ao Grão-Ducado da Lituânia no século XIV.
Em 1569, a Polônia e a Lituânia se uniram na República das Duas Nações.
Desde a Primeira Partição da Polônia em 1772 até o final da Primeira Guerra Mundial, a área que se tornaria o Oblast de Ternopil fazia parte do Reino da Galícia e Lodomeria, uma possessão da Monarquia dos Habsburgos, do Império Austríaco e, finalmente, da Áustria-Hungria. Na Ucrânia hoje, existem três oblasts (províncias) que formaram em grande parte a parte oriental da Galícia e Lodomeria até 1918. O Oblast de Ivano-Frankivsk estava inteiramente contido no reino, assim como a grande maioria do Oblast de Lviv (apenas algumas pequenas áreas e aldeias perto de Sokal não estavam). As partes sul e central do Oblast de Ternopil estavam dentro do reino, enquanto as partes do norte (raions pré-2020: Kremenets, Shumsk, Lanivtsi e a metade norte de Zbarazh; pós-2020: Kremenets Raion e pequenas partes de Ternopil Raion) permaneceram com a Polônia e a Lituânia; a partir de 1795 (Terceira Partição) eles pertenciam à Província Volínia Russa (especificamente o Kremenetsky Uyezd). Durante as guerras napoleônicas, a área ao redor de Ternopil foi anexada pela Rússia no Tratado de Schönbrunn de 1809, tornando-se o Krai de Tarnopolsky [de; pl; ru; Reino Unido]; foi cedido de volta à Áustria em 1815 (Congresso de Viena). O Krai de Tarnopolsky cobriu aproximadamente os dois terços orientais do Raion de Ternopil pós-2022 e o Raion de Chortkiv até o Strypa; em termos anteriores a 2020, correspondia às cidades de Ternopil e Chortkiv e aos raions de Borshchiv, Chortkiv, Husiatyn, Pidvolochysk, Terebovlia, Ternopil e Zalishchyky, a metade sul do raion de Zbarazh, as partes leste e norte do raion de Buchach e algumas partes orientais dos raions de Zboriv e Kozova.
A partir de 1917, a parte anteriormente russa passou a estar sob a República Popular da Ucrânia (Estado Ucraniano de abril a dezembro de 1918; também reivindicada pela República Popular dos Sovietes da Ucrânia/República Soviética da Ucrânia de dezembro de 1917 a abril de 1918 e pela República Socialista Soviética da Ucrânia a partir de março de 1919); a partir de 1918, a parte anteriormente austríaca foi controlada pela República Popular da Ucrânia Ocidental (nominalmente parte da República Popular da Ucrânia a partir de 22 de janeiro de 1919), mas acabou por toda a área cair nas mãos da Segunda República Polaca em 1921 após a Guerra da Independência da Ucrânia, a Guerra Polaco-Ucraniana e a Guerra Polaco-Soviética. As partes anteriormente austríacas tornaram-se parte da voivodia de Tarnopol, enquanto as partes anteriormente russas tornaram-se parte da voivodia da Volínia, especificamente o condado de Krzemieniec [pl; Reino Unido]. Os raions do sul pré-2020 do Oblast de Ternopil eram parcialmente coincidentes com os distritos/condados da Galícia e Lodomeria e os condados da Polônia entre guerras.
| Raions do Oblast de Ternopil (até 2020) | Distritos/condados equivalentes da Galiza e Lodomeria                       |
| --------------------------------------- | --------------------------------------------------------------------------- |
| Berezhany Raion                         | Parte ocidental do condado de Brzeżany.                                     |
| Borshchiv Raion                         | Borszczów                                                                   |
| Buchach Raion                           | Condado de Buczacz                                                          |
| Chortkiv Raion                          | Czortków e a parte sul do condado de Kopychyntsi                            |
| Husiatyn Raion                          | Kopychyntsi                                                                 |
| Kozova Raion                            | Parte oriental do condado de Brzeżany, exceto a própria cidade de Brzeżany. |
| Monastyryska Raion                      | Parte ocidental do condado de Buczacz.                                      |
| Pidhaitsi Raion                         | Parte ocidental do condado de Podhajce.                                     |
| Pidvolochysk Raion                      | Condado de Skalat e parte oriental do condado de Zbaraż                     |
| Terebovlia Raion                        | Condado de Trembowla no leste e condado de Podhajce no oeste.               |
| Ternopil Raion                          | Condado de Tarnopol                                                         |
| Zalishchyky Raion                       | Zalishchyky                                                                 |
| Zbarazh Raion                           | A parte ocidental do condado de Zbaraż e a parte sul do condado de Brody.   |
| Zboriv Raion                            | Condado de Zborów                                                           |

O oblast foi criado durante a Segunda Guerra Mundial, quando a Alemanha nazista e mais tarde a União Soviética invadiram a Polônia. Devido à política nacional polonesa na área (ação de pacificação), muitas pessoas favoreceram a invasão soviética da Galícia Oriental no início. No entanto, logo depois, as agências de segurança soviéticas iniciaram uma caça às bruxas entre os membros da resistência ucraniana de orientação nacional que emigraram para a Polônia após a Guerra Soviético-Ucraniana, bem como por outros motivos. Muitos da população local foram exilados para a Sibéria, independentemente de sua origem étnica. Em 4 de dezembro de 1939, a divisão de voivodia na Ucrânia Ocidental foi abolida e substituída pela atual divisão administrativa soviética oblast. O Oblast de Ternopil (originalmente Oblast de Tarnopol) foi estabelecido com base principalmente na voivodia de Tarnopol e nas porções do sul da voivodia da Volínia.
Durante a invasão da União Soviética pela Alemanha nazista, Ternopil tornou-se objeto de combates ferozes entre as forças soviéticas e alemãs por causa de sua importância como centro de transporte ferroviário. Durante a ocupação alemã, a região (exceto por sua porção volínia) tornou-se parte do Distrito da Galícia e transferida para a administração do Governo Geral. Após a guerra, uma seção residencial destruída de Ternopil, perto do rio, foi transformada em um lago artificial em vez de ser reconstruída. Além disso, após a anexação à RSS ucraniana da União Soviética, a maioria dos poloneses étnicos da região foi realocada à força para a Polônia, cujas fronteiras nacionais haviam mudado para o oeste. A área da antiga voivodia polonesa foi expandida com a adição de território no norte, embora as partes mais ocidentais tenham sido transferidas para o oblast de Lviv. Depois de 1945, as autoridades soviéticas também encorajaram os russos étnicos a se estabelecerem em territórios recém-anexados à União Soviética, incluindo o oblast de Ternopil, embora o oeste da Ucrânia permanecesse consideravelmente menos russo do que o leste da Ucrânia.
Quando a Ucrânia alcançou a independência na década de 1990, o oeste da Ucrânia permaneceu o coração do nacionalismo político e cultural ucraniano, e as afiliações políticas dos eleitores de Ternopil refletiam esse ponto de vista. Nas primeiras eleições após a independência, o Movimento Popular da Ucrânia foi o principal partido no oblast. A maioria dos eleitores do oblast apoiou o Bloco Eleitoral de orientação nacionalista ucraniana Yuliya Tymoshenko nas eleições parlamentares ucranianas de 2002. Mais de 88% dos eleitores apoiaram Yulia Tymoshenko da União Ucraniana "Pátria" nas eleições presidenciais ucranianas de 2010.
Em 2005, a população do oblast havia crescido para cerca de 225 000, consistindo principalmente de ucranianos étnicos com uma grande minoria russa ou de língua russa. A cidade de Ternopil possui importantes instituições de ensino superior, incluindo duas faculdades de professores, uma escola internacional de medicina com instrução em inglês e um dos três institutos de economia na Ucrânia.

A religião da maioria é a greco-católica ucraniana, embora haja uma presença ortodoxa notável e uma pequena minoria protestante. Muitas igrejas que foram fechadas ou destruídas sob o domínio soviético foram reconstruídas desde a independência. A comunidade judaica local, que era muito grande antes de 1939, desapareceu no Holocausto e não foi restabelecida depois de 1945. Não há sinagogas ativas no oblast e apenas alguns indivíduos isolados afiliados à fé judaica.